# 与一汁
与一汁（よいちじる）は山梨県豊富村（現・中央市）の村おこしで考案された料理。すいとんの一種である。
名称は鎌倉時代に豊富地区一帯を統治したとされる浅利与一にちなむ。 2022年6月21日に東京都清瀬市立第二中学校で給食に与一汁が提供された際には、「30年以上前（1992年以前）に誕生した」と説明されている。
ダイコン、ニンジン、ハクサイなどの野菜を大きめに切り、豚肉と団子を入れたすいとん。団子にはスキムミルクを混ぜ、カルシウムが摂取できるようにしてある。
山梨県の選定する「特選 やまなしの食」に選ばれている。